# ONE OK ROCK
ONE OK ROCK（日语：ワンオクロック），是一個日本搖滾樂團，成立於2005年。由Taka、Toru、Ryota、Tomoya、Alex五人組成的搖滾樂團（Alex於2009離團後為四人樂團）。團名多以全大寫表示。

## 來由
「ONE OK ROCK」的名稱由來是「one o'clock」。因為剛開始他們練習時是高中生，而只有周末才可以練習，通常他們從週日的凌晨一點開始練習到早上。由於日本人的發音，「R」與「L」的發音相同，並且將「O'C」改成「OK」而成了他們的團名。

## 樂團歷史

### 成立初期（2005年~2006年）
2005年，堀越高等學校山下亨（Toru）、小浜良太（Ryota）、Alex、小柳友（You）四人組成樂團。同年5月、Toru邀請森內貴寬（Taka）加入，擔任主唱。7月第一次現場表演在NEW POWER GENERATION Vol.3。
2006年，6月鼓手小柳友為了追求演員生涯而離開樂團。鼓手的職位則暫由神吉智也（Tomoya）擔任。7月26日，發行第一次自由迷你專輯「ONE OK ROCK」。8月在THE 夢人島Fes.2006出演。

### 五人樂團時期（2007年~2009年）
2007年，加盟Amuse，Tomoya正式加入，並於4月25日發行首張單曲「內秘心書」並正式出道，同年11月21發行首張專輯「奢侈病」（ゼイタクビョウ）。12月展開第一次巡演「クアトロ"トロトロ"ツアー '07」，並將12月28日澀谷場為主的三場演唱會部分錄製為DVD「全世界碎紙機」（世の中シュレッダー）發售，為樂團首張演唱會映像。
2008年，5月發行第二張專輯「BEAM OF LIGHT」，僅收錄8首歌，為一張Punk風的專輯。在2012年的訪談中Taka提到這張專輯是為了成長而做的，對他們來說並非一張真正的專輯。11月發行第三張專輯「感情Effect」，收錄了樂團第一首全英文歌「Reflection」。

### 四人樂團時期（2010年~2015年）
2009年，4月5日吉他手Alex因為在電車上非禮女學生遭到拘捕，此舉使原本樂團預定為連續劇「天生妙手」演唱主題曲遭到更換，並且取消了單曲《aroundザworld少年》的發行以及當時的巡迴「ONE OK ROCK 2009 “Emotion Effect” TOUR」。5月中旬ONE OK ROCK宣佈Alex退出樂團的消息，從此成為四人樂團，並由Toru擔任第一吉他手，將已有的歌曲重新編曲為單吉他的形式。6月，ONE OK ROCK宣佈將在同年9月重新展開新的巡迴「ONE OK ROCK 2009 "Overcome Emotion" TOUR」，以四人姿態重新登場。
2010年，2月3日發表四人樂團時期的第一張單曲「完全感覺Dreamer」，銷量大量成長，並於6月9日發行了收錄此張單曲的專輯「Niche Syndrome」，為四人樂團時期首張專輯，雖已是單吉他手的樂團，但許多曲目仍為雙吉他編曲收錄。8月參加ROCK IN JAPAN FESTIVAL、SUMMER SONIC、MONSTER baSH。11月28日首次在日本武道館表演。
2011年，發行「殘響Reference」，11月起在日本展開「殘響 Reference Tour」，並於2012年首次登上橫濱體育館演唱，該場次被記錄下來並於5月30日發行DVD/藍光紀錄片。
2012年，6月9日展開「Start Walking the World Tour」巡迴演唱，為首次海外個唱演唱會，並首次至台灣演唱。8月22日發行單曲「The Beginning」，作為電影版「神劍闖江湖」的主題曲，至今仍為該樂團youtube上點閱率最高的歌曲，點閱率突破2億。11月15、16日於台灣二度展開海外演唱會。
2013年，3月6日發行「人生×僕=」, 並分別於5月至6月在日本展開「人生×君=」Tour, 及於10月23日起展開首次跨足世界各地的「Who are you?? Who are we?? Tour」世界巡迴演唱，樂團更首度到香港展開演唱，另外同年12月7日亦第三次來台展開演唱。
2014年，7月30日發行單曲「Mighty Long Fall/Decision」。樂團於5月16日上映由海外巡迴「Who are you??Who are we?? Tour」製作成的紀錄片「FOOL COOL ROCK」，並於11月12日發行DVD/藍光版本，紀錄片主題曲為「Decision」。9月13日及14日, 於橫濱球場展開為期兩日的「Mighty Long Fall at Yokohama Stadium」演唱會, 為樂團首次於體育館級別的場地舉行演唱會。

### 加盟華納兄弟後（2015年~2020年）
2015年，2月11日發行「35xxxv」, 並分別於5月至9月期間、及9月至12月期間, 在日本及歐美展開「35xxxv Japan Tour」及「35xxxv North American Tour/35xxxv Europe Tour」。7月7日加盟華納兄弟音樂，並於9月於全球發行樂團的第一張全英文專輯「35xxxv Deluxe Edition」。專輯當中包括電影版「神劍闖江湖」兩部續集「神劍闖江湖 京都大火篇」和「神劍闖江湖：傳說的最終篇」的主題曲, 分別為「Mighty Long Fall」和「Heartache」。9月18日, 於Youtube釋出「Last Dance」MV作為 Deluxe Edition的宣傳。8月30日宣布隔年2016年的「35xxxv Asia Tour」。10月5日於Youtube上公開收錄於全英文專輯「35xxxv Deluxe Edition」中的新歌「The Way Back」的日文版，並同時於日本地區iTunes上架。
10月9日「35xxxv Asia Tour」台灣場開賣當日，售票系統KKTIX號稱可「同時開賣 10 場台北小巨蛋 120,000 張票」。當 10 場同時開賣搶票的狀況下，系統每秒可以處理 400 筆劃位訂單。假設每張訂單有 4 張票，每分鐘約可以處理 10 萬張劃位票券，但伺服器在開賣後1秒馬上被灌爆這個問題持續了幾個小時，讓許多歌迷都沒有購買到ONE OK ROCK「35xxxv Asia Tour」的演唱會門票。所以在主辦單位和美國的經紀人聯絡後，決定加場，成為第一組連續2晚在台北小巨蛋開唱的日本樂團 。
2016年, 9月10日及11日舉行「ONE OK ROCK 2016 SPECIAL LIVE IN NAGISAEN」戶外演唱會, 兩日動員共十一萬人。9月16日, 發行單曲「Taking Off」。11月13日, 獲NHK邀請參與「18祭」的演出, 為18歲的日本青年而製作「We Are」一曲, 邀請了一千名青年一同合唱。
2017年, 1月9日「18祭」於NHK播放, 為樂團首次演奏該曲。1月11日及13日分別發行日本版及國際版的專輯「Ambitions」。樂團於2月起至隔年12月陸續舉行「Ambitions Japan Tour」及「Ambitions North American/World/European Tour」。樂團於「Ambitions Japan Tour」期間再發售會場限定單曲「Skyfall」。9月22日, 宣布隔年2018年的「Ambitions Asia Tour」。
2018年1月27日，樂團於「Ambitions Asia Tour」台灣場次時移至南港C3停車場進行, 為樂團史上於海外舉辦過最大場的戶外演唱會, 吸引兩萬人到場。2月16日, 發行單曲「Change」。3月至4月期間, 樂團舉辦「Ambitions Japan Dome Tour」, 為樂團首次正式登上日本巨蛋舞台, 當中4月4日及5日東京巨蛋場次期間, 樂團更邀請Coldrain的Masato、SiM的MAH、Crossfaith的 Koie 合唱「Skyfall」。10月20起, 樂團舉辦一共四場的「ONE OK ROCK with Orchestra Japan Tour 2018」。11月23日, 發行單曲「Stand Out Fit In」。
2019年, 2月1日, 發行單曲「Wasted Nights」, 該曲為電影「王者天下」的主題曲。2月13日及15日分別發行日本版及國際版的專輯「Eye of the storm」。此專輯的曲風由過往的搖滾風格, 改變為流行曲的風格, 作為樂團的新嘗試。樂團隨即於2月起至3月舉行了「Eye of the storm North American Tour 2019」。4月至5月期間,  擔任「Ed Sheeran DIVIDE WORLD TOUR 2019」的暖場嘉賓, 當中於4月9日東京巨蛋場次中合唱「Wherever You Are」。另外於4月17至18日香港場次為樂團首次在香港進行戶外演唱, 首日更加為樂團主唱Taka的生日, Ed Sheeran亦有為Taka唱生日歌, 惟次日因暴雨關係而取消全部演出。及後, 於5月至7月期間繼續進行「Eye of the storm European/World Tour 2019」。樂團於9月起, 橫跨到翌年, 舉行「Eye of the storm Japan Tour 2019-2020」。
2020年, 1月13日公佈舉行「Eye of the storm Asia Tour 2020」, 後因新冠肺炎疫情而宣佈取消。7月28日吉他手Toru也傳出確診消息。10月11日, 樂團包下位於千葉、能容納數萬人的「ZOZOMARINE STADIUM」，舉辦「ONE OK ROCK 2020 “Field of Wonder” at Stadium Live Streaming supported by au 5G LIVE」。

### 自立門戶（2021年~）
2021年，離開經紀公司AMUSE，開設新公司「10969」，將負責海外事業等各項業務。 4月16日, 發行單曲「Renegades」。5月27日, 發行單曲「Broken Heart of Gold」 。兩首歌曲分別被採用為電影版「神劍闖江湖 最終章 The Final」以及「神劍闖江湖 最終章 The Beginning」的主題曲, 而Ed Sheeran 及Coldrain的Masato分別參與了該兩首歌曲的製作。樂團於7月進行了一連五日的「ONE OK ROCK 2021“Day to Night Acoustic Sessions”at STELLAR THEATER」。10月21日, 樂團於2020年進行線上演唱會的紀錄片「擲硬幣決定：ONE OK ROCK 線上演唱會實錄」在Netflix上映。10月22日, 發行單曲「Wonder」。
2022年, 2月10日, 主唱Taka弟弟Hiro所屬的樂團MY FIRST STORY於日本武道館進行演唱會, Hiro 表示希望能夠與Taka來年在東京巨蛋一同演出，在台下的 Taka 表示了答應。6月24日, 發行單曲「Save Yourself」。8月20及21日, 樂團參與了「Summer Sonic 2022」於大阪及東京千葉的公演, 惟主唱Taka被指煽動演唱會觀眾無視新冠病毒防疫規則, 在場地歡呼、大聲對話及進行身體碰撞、擊掌等舉動, 引起正反雙方的爭議。8月28日, 發行單曲「Let Me Let You Go」。9月4日, 樂團參與了「1CHANCE FESTIVAL 2022」的公演, 當中Taka邀請了弟弟Hiro一同演出, 翌日當MY FIRST STORY進行公演時, Hiro亦邀請了Taka 合唱歌曲。9月6日, 發行單曲「Vandalize」, 該曲被採用為遊戲 「索尼克 未知邊境」的結尾曲。9月9日, 同時發行日本版及國際版專輯「Luxury Disease」, 並隨即於9月19日至隔年7月22日期間擔任英國樂團謬思合唱團 「MUSE：WILL OF THE PEOPLE WORLD TOUR NORTH AMERICA/EUROPE 2023」的暖場嘉賓。
2023年, 樂團在參與歐美巡迴演出期間, 回到日本展開「Luxury Disease Japan Dome Tour 2023」, 為樂團首次踏足日本五大巨蛋。5月31日, 宣布於9月至12月期間展開「Luxury Disease Asia Tour 2023」。在6月至7月期間, 除了擔任英國樂團謬思合唱團的暖場嘉賓, 樂團亦獨立展開「Luxury Disease Europe Tour 2023」。7月10日, 樂團宣佈將會聯同MY FIRST STORY 在東京巨蛋舉辦一夜限定的演唱會「VS」。8月24日, 發行單曲「Make It Out Alive」, 作為遊戲「Monster Hunter Now」的主題曲。10月7日, 樂團在「Luxury Disease Asia Tour 2023」香港站進行繼早前台灣之後, 第二次亞巡的戶外演出, 惟受到颱風影響而取消演出, 該次亦是樂團繼「Ed Sheeran DIVIDE WORLD TOUR 2019」及「Eye of the storm Asia Tour」 後再次取消香港演出, Taka當日於其個人Instagram直播馬上表示會補場, 最終於12月7日及8日, 進行了香港首次連續兩晚的演出。
2024年, 2月13日, 樂團宣佈將於5月18至19日及25日, 聯同WANIMA, Awich, Vaundy舉辦「Super "Dry" Special Live Organized by ONE OK ROCK」。5月13日, 宣佈將會舉辦「ONE OK ROCK Premonition World Tour」, 該次演出是樂團史上最大型的世界巡迴演出, 由日本為起點, 橫跨台灣、德國、法國、英國、加拿大及美國一共七個國家及地区, 亞洲場次及歐美場次分別會採用當地最大型的場地或升級至體育館級別的場地演出。

## 成員
| ONE OK ROCK 現任成員                          | |
| 成員                                          | 介紹 |
| Taka 森內貴寬 もりうち たかひろ               | 樂團位置為主唱、吉他。生日為1988年4月17日，身高166，血型A。東京出身。 日本資深歌手森進一和森昌子的長子。 另一個日本搖滾樂團MY FIRST STORY主唱Hiro（本名：森內寬樹）的哥哥。 負責樂曲的詞曲，ALEX退出後也負責部份吉他演奏。 |
| Toru 山下亨 やました とおる                   | 樂團位置為吉他手、人聲。生日為1988年12月7日，身高177，血型O。大阪出身。 團長，經常和Taka一起製作樂曲。 和Ryota為兒時好友，曾同為HEADS成員（台譯：小鬼頭，已解散）。                                                        |
| Ryota 小濱良太 こはま りょうた                | 樂團位置為貝斯手。生日為1989年9月4日，身高174，血型B。大阪出身。 和Toru為兒時好友，曾同為HEADS成員（台譯：小鬼頭，已解散）。                                                                                               |
| Tomoya 神吉智也 かんき ともや                 | 樂團位置為鼓手。生日為1987年6月27日，身高168，血型A。兵庫縣出身。 2007年3月1日正式加入，為團員中最晚加入者，畢業於ESP音樂學院。                                                                                            |
| 已離開成員                                    | |
| 成員                                          | 介紹 |
| Alex 鬼澤Alexander禮門 鬼澤アレクサンダー礼門 | 前樂團位置為吉他手。2009年5月13日因為非禮女學生事件而自行退出。 |
| You 小柳友 こやなぎ ゆう                      | 前樂團位置為鼓手。2006年6月30日為演員而退出。 |

## 作品

### 自主制作盤
| 發行日         | 名稱                      | Oricon最高排名 |
| -------------- | ------------------------- | -------------- |
| 2005年12月21日 | Do you know a Christmas？ | -              |
| 2006年7月26日  | ONE OK ROCK               | -              |
| 2006年12月16日 | Keep it real              | 102            |

### 單曲
| #  | 發行日         | 名稱                        | 收錄專輯       | Oricon最高排名 |
| -- | -------------- | --------------------------- | -------------- | -------------- |
| 1  | 2007年4月25日  | 内秘心書                    | 奢侈病         | 48             |
| 2  | 2007年7月25日  | 努努-夢夢-                  | 奢侈病         | 43             |
| 3  | 2007年10月24日 | Et cetera                   | 奢侈病         | 29             |
| 4  | 2010年2月3日   | 完全感覺Dreamer             | Niche Syndrome | 9              |
| 5  | 2011年2月16日  | Answer is near              | 殘響Reference  | 6              |
| 6  | 2011年7月20日  | Re:make/NO SCARED           | 殘響Reference  | 6              |
| 7  | 2012年8月22日  | The Beginning               | 人生×僕=       | 5              |
| 8  | 2013年1月9日   | Deeper Deeper/Nothing Helps | 人生×僕=       | 2              |
| 9  | 2014年7月30日  | Mighty Long Fall/Decision   | 35xxxv         | 2              |
| 10 | 2017年3月5日   | Skyfall                     | Skyfall        | -              |

### 專輯
| #  | 發行日         | 名稱             | Oricon最高排名 |
| -- | -------------- | ---------------- | -------------- |
| 1  | 2007年11月21日 | 奢侈病           | 15             |
| 2  | 2008年5月28日  | BEAM OF LIGHT    | 17             |
| 3  | 2008年11月12日 | 感情Effect       | 13             |
| 4  | 2010年6月9日   | Niche Syndrome   | 4              |
| 5  | 2011年10月5日  | 殘響Reference    | 2              |
| 6  | 2013年3月6日   | 人生×僕=         | 2              |
| 7  | 2015年2月11日  | 35xxxv           | 1              |
| 8  | 2017年1月11日  | Ambitions        | 1              |
| 9  | 2019年2月13日  | Eye of the Storm | 1              |
| 10 | 2022年9月9日   | Luxury Disease   | 1              |
| 11 | 2025年2月21日  | Detox            | 2              |

### 全球發行專輯
| # | 發行日        | 名稱                                  | Oricon最高排名 |
| - | ------------- | ------------------------------------- | -------------- |
| 1 | 2015年9月25日 | 35xxxv Deluxe Edition                 | 3              |
| 2 | 2017年1月13日 | Ambitions (International Ver.)        | 4              |
| 3 | 2019年1月15日 | Eye of the Storm (International Ver.) | 3              |

### 數位下載
| # | 發行日         | 名稱                            | 備註                                              | 最高排名 |
| - | -------------- | ------------------------------- | ------------------------------------------------- | -------- |
| 1 | 2012年12月15日 | the same as...                  | 電影「大家早上好！」主題曲                        |          |
| 2 | 2015年10月2日  | The Way Back –Japanese Ver.-    | 專輯「35xxxv Deluxe Edition」發行時日本版數位下載 | 1        |
| 3 | 2016年3月11日  | Always coming back              | docomo CM配樂，收錄於「Ambitions(日本版)」        | 1        |
| 4 | 2016年9月16日  | Taking Off                      | 電影「惡魔蛙男」主題曲，收錄於專輯「Ambitions」   | 1        |
| 5 | 2016年11月18日 | Bedroom Warfare                 | 專輯「Ambitions」先行數位下載                     |          |
| 6 | 2016年12月20日 | I was King -Japanese Ver.       | 專輯「Ambitions(日本版)」先行數位下載             |          |
| 7 | 2021年4月16日  | Renegades                       | 電影「神劍闖江湖 最終章」主題曲                   |          |
| 8 | 2021年5月26日  | Broken Heart of Gold            | 電影「神劍闖江湖 最終章」主題曲                   |          |
| 9 | 2021年7月2日   | Broken Heart of Gold (Acoustic) | 電影「神劍闖江湖 最終章」主題曲                   |          |

### 演唱會DVD/藍光DVD
| #  | 發行日         | 名稱                                                    | 規格 | 最高排名 |
| -- | -------------- | ------------------------------------------------------- | ---- | -------- |
| 1  | 2008年3月19日  | 世界的碎紙機                                            | DVD  | 60       |
| 2  | 2011年2月16日  | THIS IS MY BUDOKAN?! 2010.11.28                         | DVD  | 2        |
| 3  | 2012年5月30日  | “殘響Reference”TOUR in YOKOHAMA ARENA                   | DVD  | 3        |
| 3  | 2012年5月30日  | “殘響Reference”TOUR in YOKOHAMA ARENA                   | BD   | 2        |
| 4  | 2013年10月9日  | ONE OK ROCK 2013 “人生×君=”TOUR LIVE&FILM               | DVD  | 1        |
| 4  | 2013年10月9日  | ONE OK ROCK 2013 “人生×君=”TOUR LIVE&FILM               | BD   | 2        |
| 5  | 2014年11月12日 | FOOL COOL ROCK! ONE OK ROCK DOCUMENTARY FILM            | DVD  | 1        |
| 5  | 2014年11月12日 | FOOL COOL ROCK! ONE OK ROCK DOCUMENTARY FILM            | BD   | 7        |
| 6  | 2015年3月5日   | ONE OK ROCK 2014 "Mighty Long Fall at Yokohama Stadium" | DVD  | 1        |
| 6  | 2015年3月5日   | ONE OK ROCK 2014 "Mighty Long Fall at Yokohama Stadium" | BD   | 2        |
| 7  | 2016年4月6日   | ONE OK ROCK 2015 “35xxxv" JAPAN TOUR LIVE & DOCUMENTARY | DVD  | 1        |
| 7  | 2016年4月6日   | ONE OK ROCK 2015 “35xxxv" JAPAN TOUR LIVE & DOCUMENTARY | BD   | 2        |
| 8  | 2018年1月17日  | ONE OK ROCK 2016 SPECIAL LIVE IN NAGISAEN               | DVD  | 2        |
| 8  | 2018年1月17日  | ONE OK ROCK 2016 SPECIAL LIVE IN NAGISAEN               | BD   | 1        |
| 9  | 2018年5月16日  | ONE OK ROCK 2017 “Ambitions” JAPAN TOUR                 | DVD  | 1        |
| 9  | 2018年5月16日  | ONE OK ROCK 2017 “Ambitions” JAPAN TOUR                 | BD   | 1        |
| 10 | 2019年8月21日  | ONE OK ROCK 2018 AMBITIONS JAPAN DOME TOUR              | DVD  | 1        |
| 10 | 2019年8月21日  | ONE OK ROCK 2018 AMBITIONS JAPAN DOME TOUR              | BD   | 1        |
| 11 | 2019年8月21日  | ONE OK ROCK with Orchestra Japan Tour 2018              | DVD  | 1        |
| 11 | 2019年8月21日  | ONE OK ROCK with Orchestra Japan Tour 2018              | BD   | 1        |
| 12 | 2020年10月28日 | ONE OK ROCK "EYE OF THE STORM" JAPAN TOUR               | DVD  | 1        |
| 12 | 2020年10月28日 | ONE OK ROCK "EYE OF THE STORM" JAPAN TOUR               | BD   | 1        |
| 13 | 2021年11月17日 | ONE OK ROCK 2020 Field of Wonder at Stadium             | DVD  | 1        |
| 13 | 2021年11月17日 | ONE OK ROCK 2020 Field of Wonder at Stadium             | BD   | 1        |
| 14 | 2022年4月20日  | ONE OK ROCK 2021 Day to Night Acoustic Sessions         | DVD  | 1        |
| 14 | 2022年4月20日  | ONE OK ROCK 2021 Day to Night Acoustic Sessions         | BD   | 1        |
| 15 | 2023年11月15日 | ONE OK ROCK 2023 LUXURY DISEASE JAPAN TOUR              | DVD  | 1        |
| 15 | 2023年11月15日 | ONE OK ROCK 2023 LUXURY DISEASE JAPAN TOUR              | BD   | 1        |

### 合作曲目
| 曲目名稱           | 合作對象                                                         | 年份 | 收錄專輯                                |
| ------------------ | ---------------------------------------------------------------- | ---- | --------------------------------------- |
| Let Life Be        | ALLY & DIAZ                                                      | 2011 | ALLY & DIAZ                             |
| Voice              | Pay money To my Pain                                             | 2013 | gene                                    |
| SUMMER PARADISE    | 簡單計劃                                                         | 2013 | Get Your Heart On! (Japan Tour Edition) |
| Bottle Rocket      | Grown Kids                                                       | 2014 | First words                             |
| Dreaming Alone     | Against the Current                                              | 2015 | gravity                                 |
| insane dream       | Aimer                                                            | 2016 | daydream                                |
| Listen             | 艾薇兒                                                           | 2017 | Ambitions日本版                         |
| Take What You Want | 5 Seconds Of Summer                                              | 2017 | Ambitions日本版                         |
| Don't Let Me Go    | Goldfinger                                                       | 2017 | The Knife                               |
| Skyfall            | Koie from Crossfaith, MAH from SiM, Masato from coldrain         | 2017 | Skyfall                                 |
| IKIJIBIKI          | RADWIMPS                                                         | 2018 | Anti Anti Generation                    |
| In the Stars       | Kiiara                                                           | 2019 | Eye of the Storm日本版                  |
| I Want a Billion   | KOHH                                                             | 2019 | Untitled                                |
| もう一度           | 阿部真央、絢香、Aimer、KENTA (WANIMA)、清水翔太、Nissy、三浦大知 | 2020 | もう一度                                |

## 演唱會

### 日本國內巡演
- 世の中シュレッダー (2007)
- ONE OK ROCK TOUR 2008 “WHAT TIME IS IT NOW?
- ONE OK ROCK 2009 “Emotion Effect” TOUR
- “This is my own judgment”TOUR (2010)
- Answer is aLive TOUR (2011)
- ONE OK ROCK 2011-2012“残響リファレンス”TOUR
- “The Beginning”TOUR (2012)
- ONE OK ROCK 2013 “人生×君=”TOUR
- ONE OK ROCK 2014 "Mighty Long Fall at Yokohama Stadium"
- ONE OK ROCK 2015 "35xxxv" Japan Tour
- ONE OK ROCK 2016 "Special live in Nagisaen"
- ONE OK ROCK 2017 “Ambitions” Japan Tour
- ONE OK ROCK 2018 “Ambitions” Japan Dome Tour
- ONE OK ROCK with Orchestra Japan Tour (2018)
- ONE OK ROCK 2019-2020 "Eye of the Storm" Japan Tour
- ONE OK ROCK 2020 "Field of Wonder" at Stadium Live Streaming
- ONE OK ROCK 2021 "Day to Night Acoustic Sessions" at Stellar Theater
- ONE OK ROCK 2023 "Luxury Disease" Japan Tour
- VS (ONE OK ROCK/MY FIRST STORY) (2023)

### 世界巡迴演唱會
- “Start Walking The World Tour” (2012)
- “Who are you??Who are we??” TOUR (2013)
- Vans Warped Tour (2014) 非個唱
- ONE OK ROCK 2014 South America & Europe Tour (2014)
- YELLOWCARD Tour (2015) 非個唱
- Back to the Future Hearts Tour (2015) 非個唱
- ONE OK ROCK "35xxxv" North America, Europe, Asia Tour (2015-2016)
- ONE OK ROCK 2017 NORTH AMERICAN TOUR (2017)
- ONE OK ROCK "Ambitions" North America, Europe, Asia Tour (2017-2018)
- ONE OK ROCK Eye of the Storm World Tour 2019 -US & Mexico- (2019)
- ONE OK ROCK "Luxury Disease" North America, Europe, Asia Tour (2022-2023)
- ONE OK ROCK "2024 PREMONITION WORLD TOUR" (2024)
- ONE OK ROCK DETOX World Tour (2025)

## 相關聯結
- 森內貴寬 - 主唱Taka
- 山下亨 - 吉他手Toru
- AMUSE株式會社（日語：株式会社アミューズ）是日本一間以從事藝人經紀為主的大型演藝事業公司，由大里洋吉創立於1978年。旗下藝人涵蓋的領域相當廣泛，其中又以培育音樂人和演員為主。
- A-Sketch（页面存档备份，存于）（日語）
- 森進一-Taka父親
- 森昌子-Taka母親
- 另類搖滾

## 外部連結
- ONE OK ROCK Official site （页面存档备份，存于）（日語）
- ONE OK ROCK Warner Bros. site （英文）
- YouTube上的ONE OK ROCK頻道
- ONE OK ROCK的Facebook專頁
- ONE OK ROCK的X（前Twitter）
- ONE OK ROCK的Instagram帳戶
- TAKA的Instagram帳戶
- Toru的Instagram帳戶
- Ryota的Instagram帳戶
- Tomoya的Instagram帳戶